# Solenopsis truncorum
Solenopsis truncorum är en myrart som beskrevs av Auguste-Henri Forel 1901. Solenopsis truncorum ingår i släktet eldmyror, och familjen myror. Inga underarter finns listade i Catalogue of Life.

## Bildgalleri

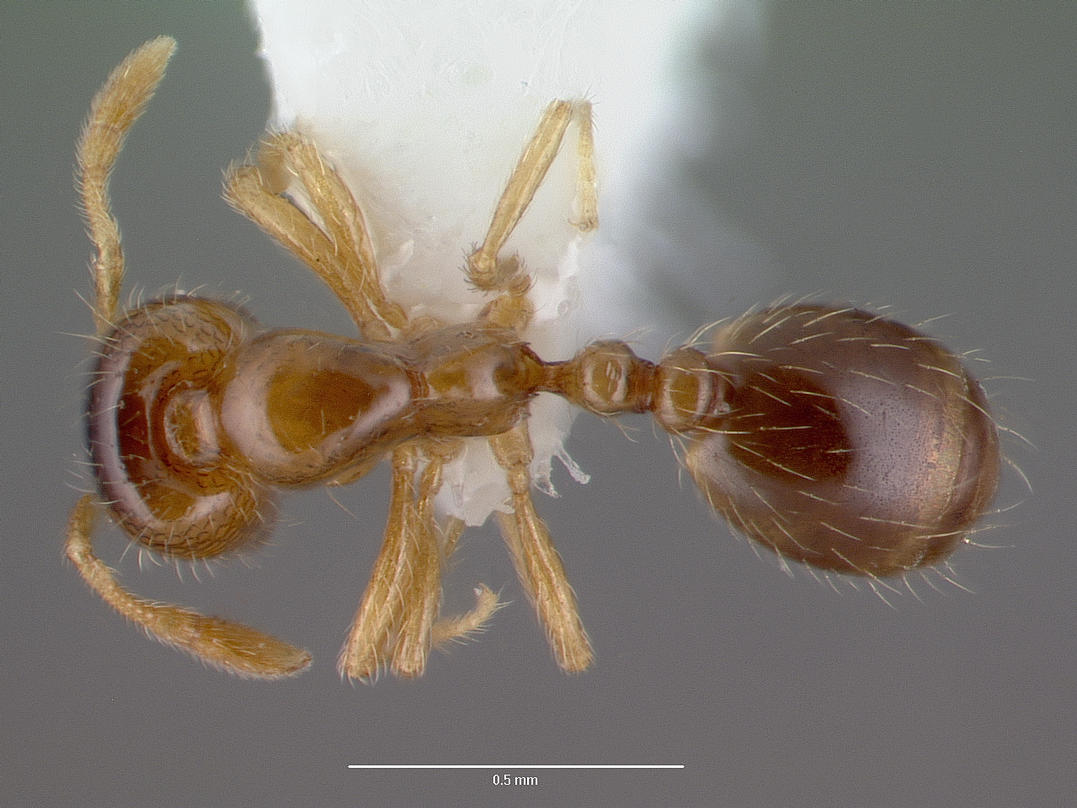
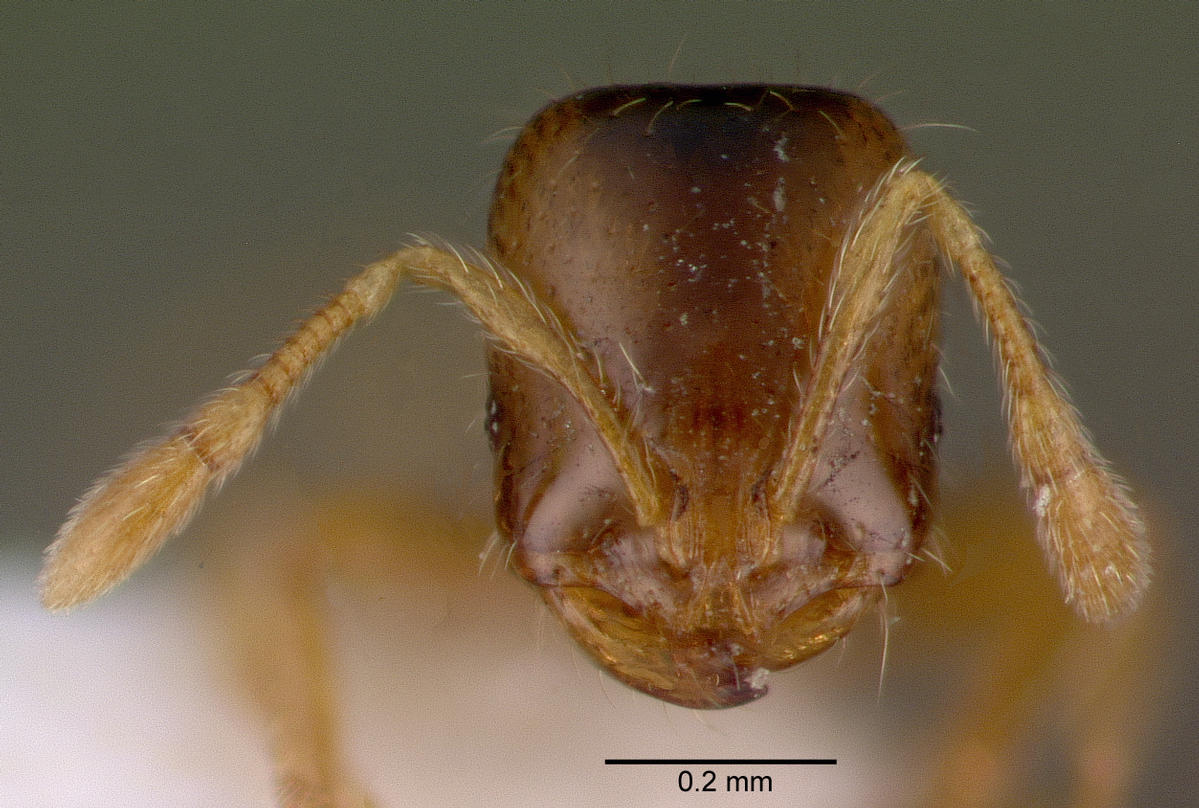
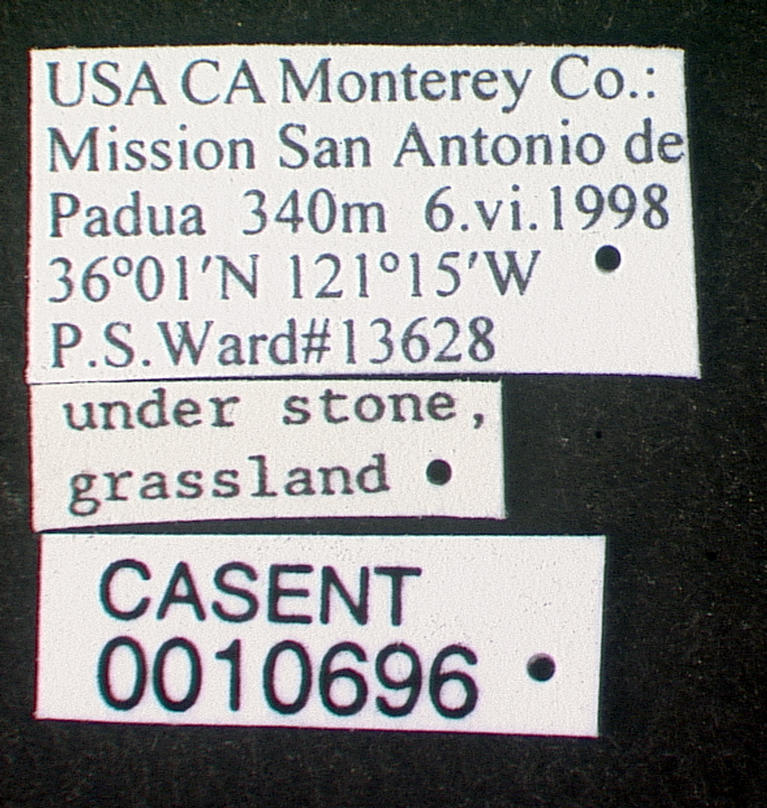
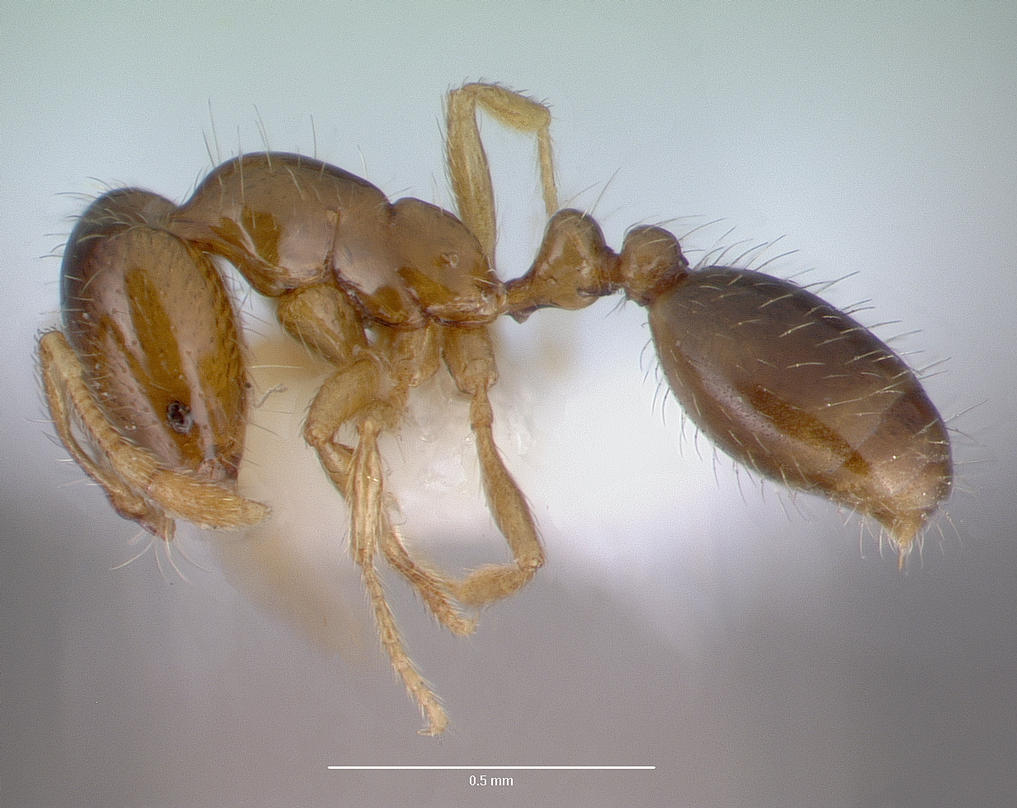
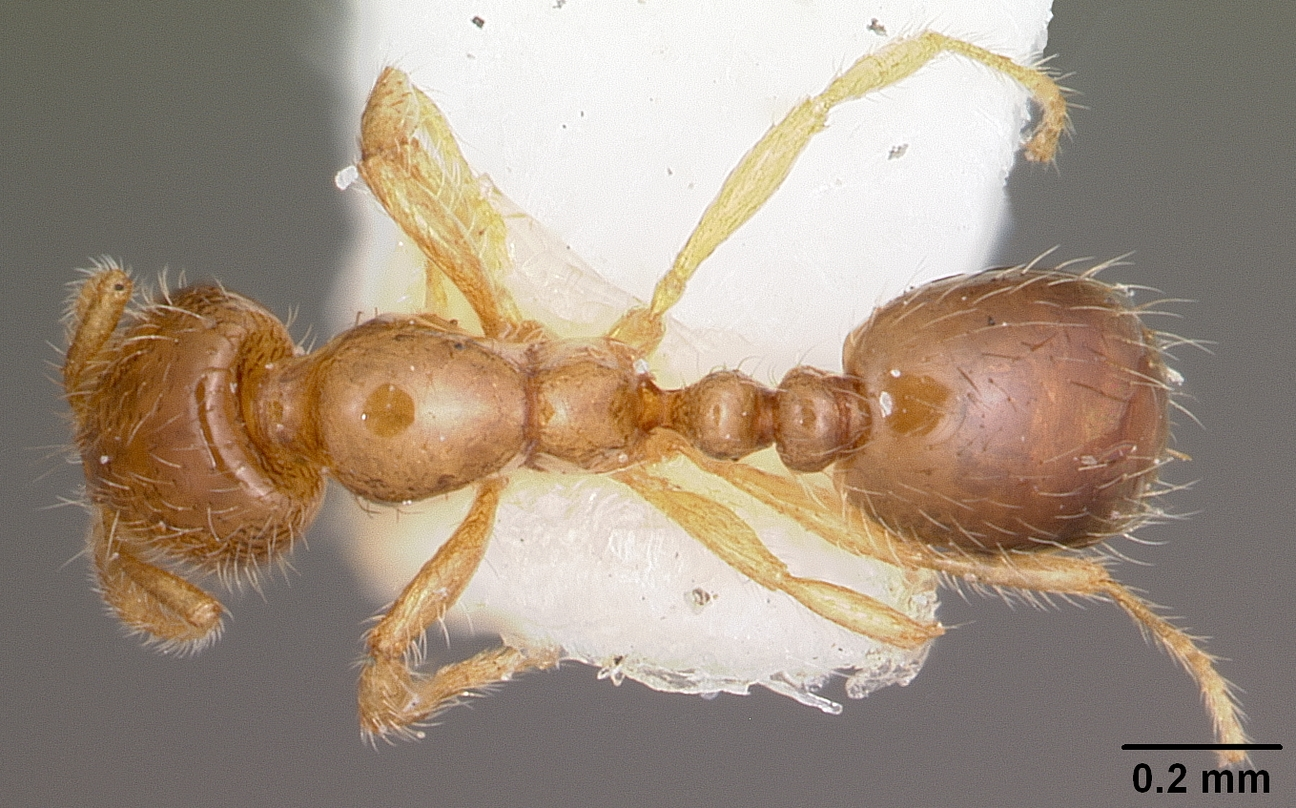
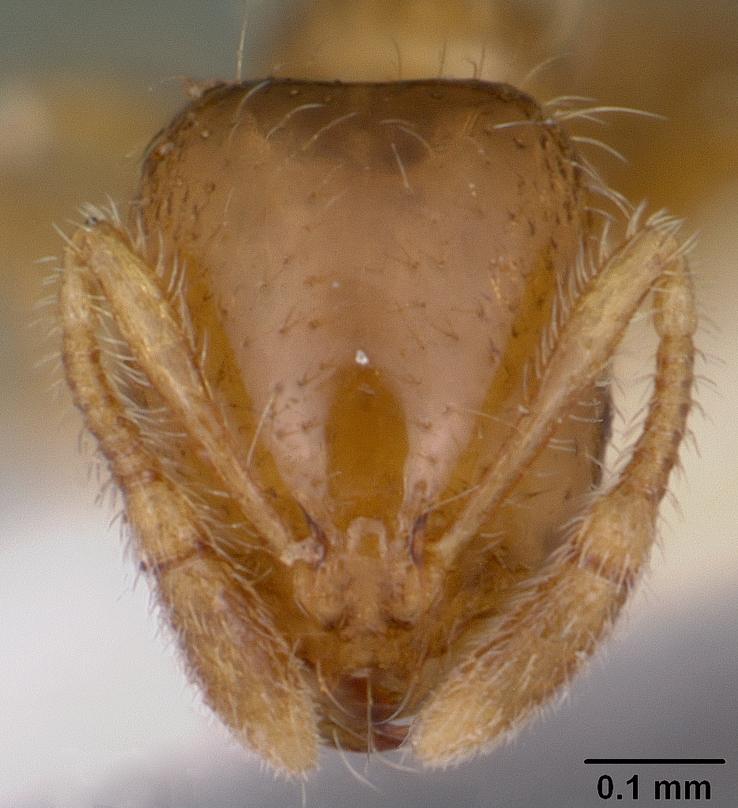